# Contratto di rete
Il contratto di rete è un tipo di contratto introdotto nell'ordinamento giuridico italiano nel 2009, che permette di realizzare raggruppamenti di imprese per la collaborazione reciproca.
L'iniziativa legislativa è stata favorita dall'adozione, in sede europea dello Small Business Act che, individuando nella piccola e media impresa la spina dorsale della produttività europea individuava nell'ottavo principio la costituzione di reti d'imprese per aumentarne la competitività.
Le imprese, con il contratto di rete, possono realizzare progetti ed obiettivi condivisi, incrementando la capacità innovativa e la competitività sul mercato, mantenendo la propria indipendenza, autonomia e specialità.
La collaborazione tra imprese permette di:
- divenire un soggetto di dimensioni tali da poter affrontare meglio il mercato, anche estero
- ampliare l'offerta
- dividere i costi
- accedere a finanziamenti e contributi a fondo perduto
- godere di agevolazioni fiscali
- partecipare alle gare per l'affidamento dei contratti pubblici
- impiegare il distacco del personale tra le imprese: l'interesse della parte distaccante sorge automaticamente in forza dell'operare della rete
- assumere in regime di codatorialità il personale dipendente secondo le regole di ingaggio stabilite nel contratto di rete

A differenza delle associazioni temporanee di imprese che si presentano come forma di associazionismo puramente interno, la rete di imprese non si limita ad una integrazione di tipo orizzontale, né nasce per suddividere in fasi l'esecuzione di un'opera unitaria. La rete di imprese nasce su un terreno strettamente economico in quanto il suo scopo è accrescere le potenzialità di ciascuna impresa che ne fa parte. Quanto detto vale a differenziare la rete dai consorzi, dal momento che la struttura consortile nasce per la "disciplina o per lo svolgimento di determinate fasi delle rispettive imprese".Anche rispetto ai gruppi di impresa od ai cluster le reti si differenziano perché non necessariamente nella rete vi è un'impresa leader e comunque, per quanto le imprese appartenenti possano non essere paritetiche, debbono comunque essere in grado di accrescere, individualmente oltre che collettivamente, la propria posizione sul mercato. Infine, lo strumento si pone l'obiettivo di favorire l'accesso ai mercati internazionali da parte delle PMI i